# Harry McShane
Henry „Harry“ McShane (* 8. April 1920 in Holytown; † 7. November 2012 in Manchester) war ein schottischer Fußballspieler. Der Linksaußen gehörte zum Kader von Manchester United, der in der Saison 1951/52 die englische Meisterschaft gewann. Sein Sohn Ian McShane ist ein bekannter Schauspieler.

## Sportlicher Werdegang
McShane wurde im schottischen North Lanarkshire geboren und begann seine aktive Laufbahn als Amateur bei Bellshill Athletic. Im April 1937 wurde er in England Profifußballer bei den Blackburn Rovers, aber wie bei vielen Sportlern seiner Generation wurde ihm ein Großteil der Laufbahn aufgrund der langjährigen Unterbrechung des offiziellen Spielbetriebs durch den Zweiten Weltkrieg „geraubt“. So blieb es lange bei zwei Zweitligaeinsätzen für Blackburn in der Saison 1937/38 und während der Kampfhandlungen verdingte sich der Linksaußen als „Gastspieler“ für Manchester City, den FC Blackpool, den FC Reading und Port Vale. Bei Wiederaufnahme der Ligaaktivitäten schloss sich McShane im September 1946 dem Erstligisten Huddersfield Town an und er kam in der Spielzeit 1946/47 zu 15 Meisterschaftspartien, wobei er beim 5:2-Erfolg gegen Derby County sein erstes Tor schoss. Nach einem Armbruch und einer dadurch bedingten Pause zog er im Juli 1947 weiter zum Ligakonkurrenten Bolton Wanderers. Für das Team von Trainer Walter Rowley absolvierte McShane 99 Pflichtspiele bis zum Sommer 1950, wobei er gelegentlich auf die rechte Seite auswich.
Im September 1950 wechselte McShane für eine Ablösesumme von 5000 Pfund zum Spitzenklub Manchester United. Dort sollte er in der von Matt Busby betreuten Mannschaft primär den Abgang von Charlie Mitten nach Kolumbien (dem damaligen „Fußballerparadies“ ohne Gehaltsobergrenze) kompensieren und der Transfer wurde im Rahmen eines Tauschgeschäfts mit dem Verteidiger John Ball abgewickelt. Auf Anhieb entwickelte sich McShane auf der linken Offensivposition zum Stammspieler und in seiner ersten Saison 1950/51, die mit der Vizemeisterschaft endete, gelangen ihm sieben Tore in 30 Ligapartien – darunter das erste am 7. Oktober 1950 beim 3:1 gegen Sheffield Wednesday. In der anschließenden Meistersaison 1951/52 kam er verletzungsbedingt weniger zum Zug und in zwölf Ligabegegnungen schoss er einen Treffer. Dieser half, einen wichtigen 2:1-Auswärtssieg gegen den Lokalrivalen Manchester City sicherzustellen, aber für eine offizielle Meistermedaille genügte McShanes Beitrag nicht. Seine Knorpelverletzung sorgte dafür, dass er auch in der Spielzeit 1952/53 nur sporadisch eingesetzt wurde und nachdem Manchester United als amtierender Meister auf den achten Rang abgestürzt war, begann der Trainer seine „Busby Babes“ neu zu formieren. McShane konnte sich in seiner letzten Saison 1953/54 weiterhin nicht mehr dauerhaft empfehlen, so dass er im Februar 1954 beim Zweitligisten Oldham Athletic für eine Transferentschädigung von 750 Pfund anheuerte.
Oldham wurde zu diesem Zeitpunkt vom späteren niederländischen „Bondscoach“ George Hardwick trainiert. Im weiteren Verlauf der Spielzeit 1953/54 konnte McShane den Abstieg als Tabellenletzter nicht mehr abwenden und seine letzte Profisaison 1954/55 schloss er mit einem Mittelfeldrang in der dritten Liga ab. Insgesamt hatte McShane fünf Tore in 41 Meisterschaftsspielen für die „Latics“ geschossen. Anschließend ließ er seine aktive Laufbahn im Amateurfußball beim FC Chorley, Wellington Town sowie beim FC Droylsden ausklingen.
Nach dem Ende der Fußballerkarriere arbeitete McShane im Trainerstab von Stalybridge Celtic und er betätigte sich als Talentscout für seinen Ex-Klub Manchester United – wobei beispielsweise die Entdeckung von Wes Brown auf ihn zurückgeführt wurde. Darüber hinaus war er in den 1960er-Jahren Stadionsprecher im Old Trafford. Er verstarb im November 2012 im Alter von 92 Jahren, nachdem er zuletzt an der Alzheimer-Krankheit gelitten hatte.